# Le Phallus et le Néant
Pour plus de détails, voir Fiche technique et Distribution.
Le Phallus et le Néant est un documentaire français qui traite de la psychanalyse, écrit, réalisé et produit par Sophie Robert. Celui-ci est visible gratuitement depuis le 7 septembre 2021 sur la chaîne YouTube DragonBleuTV, après mise en ligne par la société de production Océan Invisible Productions,.

## Synopsis
La réalisatrice, déjà auteure d'un documentaire sur les psychanalystes produit en 2011, réitère ici « sa déclaration de désamour à l'endroit des freudiens et des lacaniens ». Elle interviewe dans ce documentaire 18 psychanalystes : Richard Abibon, Jacques André, Patrick Avrane, Yann Bogopolski, Emeline Caret, Guidino Gosselin, Jean-Michel Hirt, Eric Laurent, Marie-Christine Laznik, Christine Loisel-Buet, Aldo Naouri, Claude Parchlinak, Gérard Pommier, Jacqueline Schaeffer, Esthela Solano-Suarez, Alexandre Stevens, Monique Schneider et Jean-Pierre Winter. Le film évoque, selon la documentariste, « la vision sexiste de la psychanalyse », indiquant qu'« une valeur centrale [de la psychanalyse] est que le sexe de la femme n’existe pas, c’est simplement un trou ». Sophie Robert, selon Gilles Durand dans 20 minutes, « dénonce les dérives sectaires et la manipulation mentale de certains psychanalystes ».
Le film est construit sur trois angles : des propos de psychanalystes ; des séquences animées montrant un(e) psychanalyste ; des témoignages de patientes de soignants psychanalystes ou d'orientation analytique.
Le film est soutenu par l'association AIVI (Association Internationale des Victimes de l'inceste).

## Fiche technique
- Titre original : Le Phallus et le Néant
- Sous-titre : A la découverte du vrai visage de la psychanalyse
- Réalisation : Sophie Robert
- Scénario : Sophie Robert
- Image/son : Maxime Gridelet / Robin Sebe
- Montage : Peterson Almeida, Maxime Brasy, Rémi Osselez
- Musique : Robin Sebe
- Société de production : Océan Invisible Productions
- Pays d'origine : France
- Langue originale : français
- Genre : Documentaire
- Durée : 120 min
- Date de sortie : 16 janvier 2019

## Accueil et controverses

### Accueil
Le film est présenté dans quelques salles de cinéma.
Le documentaire est bien accueilli par de nombreuses associations, comme AIVI et des associations de parents et de personnes concernées par l'autisme, des professionnels de santé et plusieurs médias. Le journal Le Monde publie un article intitulé "Sexe et psychanalyse : c’est encore loin, le XXIe siècle ?", dans lequel l'auteure explique : "En l’occurrence, les extraits sélectionnés (sexe féminin, désir, pulsions de l’enfant, inceste, etc.) par Sophie Robert ne surprennent pas. Ils sont conformes à ce que vous avez peut-être vu en cours de philo et à ce que vous pourrez lire dans des publications récentes de psychanalystes." Quant au Nouvel Obs, il qualifie le documentaire de "pertinent".

### Réactions
Le documentaire soulève des passions et crée la polémique. La psychanalyste Jacqueline Schaeffer qui, interrogée dans le film, indique que, selon elle, « l’inceste du père ne fait pas tellement de dégâts, ça rend juste les filles un peu débiles, mais l’inceste maternel, ah, ça fait de la psychose. », reprenant une citation provocatrice de Françoise Dolto, a été déboutée de la plainte en référé intentée à l'égard de la réalisatrice.
Certains professionnels reprochent à la réalisatrice un traitement à charge à l’encontre de la psychanalyse.
Dans Slate, la psychanalyste Emmanuelle Laurent déclare dans sa critique que « des soignant·es violent·es, on en trouve malheureusement dans tous les corps de métier » et que laisser entendre que « cette violence est inhérente à la discipline psychanalytique est malhonnête ». L'une des phrases de Lacan mise en exergue dans le film, « la femme n'existe pas », constitue, selon elle, une proposition féministe qui signifie le refus d'assigner les femmes à une norme. Elle estime également que la culpabilisation des mères et la minimisation de la pédocriminalité illustrées par le film ne sont pas fondées.
Pour Maïa Mazaurette dans Le Monde, « les intervenants ont été choisis pour leurs positions passéistes certes, mais jeter un pavé dans la mare n’est pas une mauvaise idée. » Le « documentaire de Sophie Robert se comprend comme une charge contre la psychanalyse […] mais aussi comme une remise en question de nos clichés la concernant, et de la manière dont nous tous avons tendance à l’instrumentaliser (quand elle nous arrange) ».